# Джошуа Кац
Джошуа Тимоти Кац (англ. Joshua Katz; род. 12 сентября 1969, Нью-Йорк) — американский лингвист и антиковед, который до мая 2022 г. был профессором гуманитарных наук в Принстонском университете. Специалист по языкам, литературам и культурам древней и средневековой истории.
В 2020 году Кац стал предметом политических споров по поводу «культуры отмены», когда его статья в Quillette назвала «Лигу справедливости чернокожих», бывшую студенческую группу Принстона, «небольшой местной террористической организацией», что привело к отзыву его статуса делегата Американского совета научных обществ. В ответ Кац подал в суд на эту организацию, заявив о «дискриминации точек зрения», и написал в различных публикациях, осуждающих «политкорректность». В 2021 году публикация The Daily Princetonian сообщила, что Кац вступал в сексуальные отношения по обоюдному согласию с бывшей студенткой в 2005 году в нарушение политики университета, и в результате был временно отстранен от занятий в 2018 году. 23 мая 2022 года Принстон принял спорное и неоднозначное решение уволить его после того, как предпринятое университетом вторичное расследование показало, что Кац якобы не рассказал всей правды во время первоначального расследования в 2018 году о его сексуальной связи со студенткой в 2005 году.

## Ранняя жизнь и образование
Кац родился в Нью-Йорке в 1969 году в семье химика Томаса Дж. Каца. Он учился в школе Далтона в Нью-Йорке, а затем поступил в Йельский университет и получил степень бакалавра лингвистики, с отличием. После этого Кац поступил в Оксфордский университет по стипендии Маршалла и в 1993 году получил степень магистра общего языкознания и сравнительной филологии. Он получил докторскую степень по лингвистике в Гарвардском университете в 1998 году.

## Академическая карьера
Кац стал преподавателем Принстонского университета в качестве лектора по классике в 1998 году, а к 2006 году получил должность доцента. С сентября 2002 года по август 2003 года Кац был членом Школы исторических исследований Института перспективных исследований. В 2008 году он стал профессором Принстона. С тех пор он занимал должности приглашенного профессора в Практической школе высших исследований, Парижском университете Дидро и Берлинском университете.
Кац стал популярным преподавателем в Принстоне и был награждён Президентской премией за выдающееся преподавание в 2003 году, премией Фи-бета-каппа за преподавание в 2008 году и стипендией Софи и Л. Эдварда Котсен. Университет похвалил его за «заботу, которую он проявляет со студентами в классе и вне его», а в 2003 году он был признан одним из четырёх «выдающихся преподавателей», а его курс вошёл в список «самых популярных курсов колледжа» публикации The Daily Beast в 2011 году. Кац был президентом Принстонского общества Phi Beta Kappa в течение двух сроков, представителем факультета антиковедения с 2003 по 2005 год, членом преподавательско-студенческого комитета по дисциплине и директором Общества стипендиатов Бермана для студентов, которое он основал в 2009 г.
Он возглавляет отборочную комиссию стипендии Барри в Оксфордском университете.

### Политические разногласия и расследования сексуальной связи
Кац дважды подвергался расследованию в Принстоне в связи с единственной связью, которая у него была со студенткой в 2005 году.
На пике протестов после гибели Джорджа Флойда в 2020 году, Кац написал противоречащие им статьи о расовых отношениях. Последовавшее второе расследование, которое привело к его увольнению, вызвало мнения по поводу возможного подавления свободы слова, поскольку оно следовало за публикацией диссидентских статей Каца.

#### Первое расследование
Расследование Принстонского университета, проведенное в 2018 году, показало, что в середине 2000-х Кац состоял в сексуальных отношениях по обоюдному согласию со студенткой факультета антиковедения, в нарушение правил университета. В результате расследования Кац вышел в годичный неоплачиваемый отпуск в качестве наказания. Дело не было обнародовано до 2021 года.
На протяжении 2020—2021 годов Кац написал статьи в The Wall Street Journal, The Spectator, Quillette, National Review и прочих, критикуя политкорректность. В его статье в июле 2020 года в онлайн-журнале Quillette раскритикована бывшая студенческая группа Принстона, «Лига справедливости чернокожих», которая описана как «небольшая местная террористическая организация, которая сделала жизнь несчастной для многих (включая многих чернокожих студентов), которые не согласны с её требованиями» и «жаждущая крови». За это Каца критиковали некоторые коллеги, в том числе председатель Принстонского отдела антиковедения Майкл Флауэр,, но хвалили редакция The Wall Street Journal и обозреватель Род Дреер — за высказывания против культуры отмены Университет первоначально заявил, что расследует разногласия, но предпочел не проводить расследования. В июле 2020 года Кац написал для Wall Street Journal статью под названием «Я выжил отмену в Принстоне». После того, как Американский совет научных обществ лишил его статуса делегата на конференции в Париже, Кац подал на них в суд в 2021 году за дискриминацию точек зрения, но судья отклонил иск.

#### Второе расследование и увольнение
В феврале 2021 года университетская газета The Daily Princetonian огласила расследование Принстоном в 2018 году поведения Каца в 2005 году, которое привело к его временному отстранению. Кац признал что в 2005 году нарушил правила университета и искупил вину, приняв наказание в 2018 году.
Однако Принстон начал второе расследование, которое в ноябре 2021 года пришло к выводу, что Кац «искажал факты» в ходе расследования 2018 года и отговаривал бывшую студентки от сотрудничества с расследованием. Сторонники Каца, в том числе Американский совет попечителей и выпускников (ACTA) и Фонд прав личности в образовании, раскритиковали университет, утверждая, что он подавлял права Каца на свободу слова.
Президент Принстонского университета Кристофер Л. Эйсгрубер призвал уволить Каца из университета 10 мая 2022 года на основании новых доказательств второго расследования. Кац был уволен после голосования попечительского совета университета 23 мая 2022 года. Вскоре после этого Wall Street Journal опубликовал авторскую статью Каца, в которой он утверждал, что университет уволил его по политическим мотивам и исказил его позицию, спровоцировав обвинения в инакомыслии.

### Другие занятия
Когда в 2021 году было объявлено о планах создания Университета Остина, Кац вошел в его совет консультантов.

## Личная жизнь
В июле 2021 года Кац женился на Сольвейг Голд, докторантке антиковедения Кембриджского университета, которая окончила Принстон в 2017 году и когда-то была его ученицей.